# 鈴木充美
鈴木 充美（すずき みつよし/すずき じゅうび、安政元年6月16日（1854年7月10日）- 昭和5年（1930年）5月23日）は、日本の政治家、外交官、弁護士。旧姓・木村。

## 経歴
伊勢国河曲郡神戸（現三重県鈴鹿市）で、神戸藩士・木村家の二男として生まれ、鈴木公充の養子となる。藩選抜により上京し、慶應義塾を経て、1881年（明治14年）、東京大学法学部を卒業。
学習院教授兼監事、外務省御用掛などを務める。1886年（明治19年）2月、朝鮮国仁川在勤領事に就任。1889年（明治22年）3月、香港在勤領事に転じ、1890年（明治23年）2月まで務めた。
第9代内務次官として1898年（明治31年）7月から10月まで勤める。短期間で終わったのは、憲政党内閣が成立したためである。
1894年（明治27年）3月、第3回衆議院議員総選挙に三重県第二区から出馬し衆議院議員に選出された。第4回総選挙でも当選し、1897年（明治30年）12月まで務めた。自由党に属し、北海道土人保護法等の成立に尽くす。
また、弁護士として活動し、釧路銀行監査役などを務めた。

## 家族
- 父・木村爛柯 - 神戸藩士[2][6]
- 長男・木村正美（1879年生） - 三井銀行参事。東京帝国大学法科大学仏法科卒。岳父に櫻井錠二[7]。
- 次男・木村充形（1881年生） - 日清紡績取締役。東京帝国大学工科大学機械科卒[8]。
- 三男・木村公美（1891年生）[2]

## 逸話
- 胸にいつもバラの花を差していたので、「バラ充」といわれた。また、髭が立派であったので、議会で三大美髭といわれた。